# 米爾克里克 (加利福尼亞州)
米爾克里克（英語：Mill Creek）是位於美國加利福尼亞州蒂黑馬縣的一個非建制地區。該地的面積和人口皆未知。

## 地理
米爾克里克的座標為40°19′35″N 121°31′22″W / 40.32639°N 121.52278°W，而該地的平均海拔高度為1444米（即4737英尺）。